# Tennessee Ernie Ford
Ernest Jennings Ford (Bristol, 13 de fevereiro de 1919 – Reston, 17 de outubro de 1991), mais conhecido como Tennessee Ernie Ford, foi um cantor e apresentador de televisão norte-americano que obteve sucesso com a música country, o pop e a música gospel.

## Biografia

### Início
Nascido em Bristol, Tennessee, filho de Clarence Thomas Ford e Maud Long, Ford começou sua carreira no rádio como locutor na WOPI-AM em sua cidade natal. Em 1939, ele saiu da estação para estudar música clássica e canto no Conservatório de Música de Cincinnati em Ohio. O primeiro-tenente Ford serviu na Segunda Guerra Mundial como responsável pelas bombas nas missões do bombardeiro B-29 Superfortress sobre o Japão. Depois da guerra, Ford trabalhou em estações de rádio em San Bernardino e Pasadena, na Califórnia. Em San Bernardino, Ford foi contratado como locutor, apresentando um programa matutino de música country, chamado Bar Nothin' Ranch Time. Para diferenciar-se, ele criou o personagem "Tennessee Ernie", um selvagem, louco e exagerado interiorano. Ficou popular na região e depois foi contratado pela rádio KXLA de Pasadena.
Ford também fez digressões. Os Mayfield Brothers do oeste do Texas, incluindo Smokey Mayfield, Thomas Edd Mayfield e Herbert Mayfield, estavam entre bandas de aquecimento de Ford, tendo tocado com ele em Amarillo and Lubbocl, durante o final da década de 1940. Na KXLA, Ford continuou fazendo o mesmo espetáculos e ainda juntou-se ao grupo do programa de Cliffie Stone na rádio KXLA, Dinner Bell Roundup como vocalista, sem deixar de fazer seu programa matutino. Cliffie Stone, um olheiro de meia jornada da Capitol Records, levou-o à atenção da gravadora. Em 1949, quando ainda fazia seu programa de manhã, ele assinou um contrato com a Capitol. Tornou-se também uma estrela da televisão local no programa passado no sul da Califórnia, Hometown Jamboree. A RadiOzark produziu 260 episódios de 15 minutos de The Tennessee Ernie Show para transmissão nacional.
Ele lançou quase 50 singles de country no início da década de 1950, vários dos quais chegaram às paradas da Billboard. Na mesma época, Ford encerrou seu programa matutino na rádio KXLA e passou para o programa Hometown Jamboree. Em 1955, Ford gravou "Davy Crockett, King of the Wild Frontier" (que atingiu a 4ª posição na parada country) com "Farewell to the Mountains" no lado B.

### "Sixteen Tons"
Ford obteve um sucesso inesperado com sua versão de 1955 da canção de Merle Travis, Sixteen Tons, uma canção pungente dos lamentos dos mineiros de carvão que Travis escrevera em 1946, baseado em sua própria experiência familiar nas minas do Condado de Muhlenberg, no Kentucky. Seu tom fatalista contrastava vividamente com as baladas melosas e o rock and roll em seus primórdios, já começando a dominar as paradas da época:
| Inglês | Tradução |
| --- | --- |
| You load sixteen tons, what do you get? Another day older and deeper in debt. Saint Peter, don't you call me, 'cause I can't go; I owe my soul to the company store... | Você carrega 16 toneladas, o que você consegue? Fica um dia mais velho e mais endividado. São Pedro, não me chame, porque não posso ir. Eu devo minha alma à loja da companhia... |

Com arranjo principal baseado no clarinete feito pelo diretor musical de Ford, Jack Fascinato, "Sixteen Tons" ficou 10 semanas no topo das paradas country e oito semanas nas de música popular, fazendo de Ford uma estrela em mais de um segmento musical e se tornando a sua marca.

### Últimos anos
Ford subsequentemente apresentou seu próprio programa de variedades no horário nobre, The Ford Show, que passou na NBC de 1956 a 1961. Num irônico jogo de palavras, o programa não recebeu o nome de Ernie, mas sim o do patrocinador, a Ford Motor Company. O programa de Ford ficou conhecido por incluir uma canção religiosa ao fim de cada edição; Ford insistiu nisso apesar das objeções dos executivos da emissora que temiam possíveis controvérsias. Na verdade, este tornou-se o segmento mais popular do programa. 
Em 1956 ele lançou Hymns, seu primeiro álbum de música gospel, que permaneceu na parada de álbuns da Billboard por 277 semanas consecutivas. Seu álbum "Great Gospel Songs" ganhou um Grammy Award em 1964. Após o fim de seu programa na NBC, Ford mudou-se com sua família para Woodside, no norte da Califórnia. Também manteve um rancho próxmo a Grandjean, ao qual regularmente ia.
De 1962 a 1965, Ford teve um programa diurno de variedades, The Tennessee Ernie Ford Show (mais tarde chamado Hello, Peapickers) na KGO-TV em San Francisco, apresentado sobre a programação de rede da ABC.
Ford foi o porta-voz da Pontiac Furniture Company em Pontiac, Illinois na década de 1970.
As experiências de Ford na Força Aérea durante a Segunda Guerra Mundial levaram-no a envolver-se com o Confederate Air Force (agora denominado Commemorative Air Force), um grupo de preservação de aviões de guerra no Texas. Foi locutor destacado e a celebridade convidada para o evento anual da CAF em Harlingen, Texas, de 1976 a 1988. 
Ao longo dos anos, Ford recebeu três estrelas na Calçada da Fama de Hollywood, pelos seus trabalhos no rádio, na indústria fonográfica e na televisão. Também recebeu a Medalha Presidencial da Liberdade em 1984 e teve seu nome colocado no Country Music Hall of Fame em 1990.
Em sua vida pessoal, tanto Ford como sua esposa Betty enfrentaram numerosos problemas com o alcoolismo. Ele se manteve capaz de trabalhar, aparentemente sem prejuízo em função da ingestão de uísque Cutty Sark, mas na década de 1970 isto começou a cobrar um preço cada vez maior de sua saúde e de sua habilidade de cantar. Após a morte de Betty em função da bebida em 1989, a saúde declinante e os problemas hepáticos de Ernie começaram a se tornar mais aparentes. Sua última entrevista foi gravada em setembro de 1991 para o programa de televisão de sua amiga de longa data, Dinah Shore. Sua deterioração física naquele momento era bastante óbvia.
Ford recebeu reconhecimento póstumo por suas músicas gospel, através da Gospel Music Association no Gospel Music Hall of Fame em 1994.

### Vida pessoal
Ford foi casado com Betty Heminger de 18 de setembro de 1942 até a morte dela, em 26 de fevereiro de 1989. Eles tiveram dois filhos: Jeffrey Buckner “Buck” Ford (?-) e Brion Leonard Ford (1952-2008). Menos de quatro meses após a morte de Betty, Ford casou-se novamente. Em 28 de setembro de 1991, ele foi acometido de uma insuficiência hepática severa no Aeroporto Dulles logo após ter participado de um jantar presidencial na Casa Branca, com o então presidente George H. W. Bush. Ford faleceu no H. C. A. Reston Hospital Center, em Reston, Virgínia, em 17 de outubro - exatamente 36 anos após o lançamento de "Sixteen Tons" e um dia antes do primeiro aniversário de sua inclusão no Country Music Hall of Fame. Ford foi enterrado no Alta Mesa Memorial Park, em Palo Alto, Califórnia, com a seguinte localização: Lot 242 Sub 1, Urn Garden. Sua segunda esposa, Beverly (Wood) Ford (1921-2001), faleceu 10 anos após Ernie e seu corpo foi enterrado junto ao do marido.

## Discografia

### Álbuns
| Ano  | Álbum                                        | Posição    | Posição | Certificação | Selo    |
| Ano  | Álbum                                        | US Country | US      | Certificação | Selo    |
| ---- | -------------------------------------------- | ---------- | ------- | ------------ | ------- |
| 1956 | This Lusty Land                              |            | 12      |              | Capitol |
| 1956 | Hymns                                        |            | 2       | Platina      | Capitol |
| 1957 | Spirituals                                   |            | 5       | Ouro         | Capitol |
| 1957 | Ford Favorites                               |            |         |              | Capitol |
| 1957 | Ol' Rockin' Ern                              |            |         |              | Capitol |
| 1958 | Nearer the Cross                             |            | 5       | Ouro         | Capitol |
| 1958 | Star Carol                                   |            | 4       | Platina      | Capitol |
| 1959 | Gather Round                                 |            |         |              | Capitol |
| 1959 | Friend We Have                               |            |         |              | Capitol |
| 1960 | Sing a Hymn with Me                          |            | 23      |              | Capitol |
| 1960 | Sixteen Tons                                 |            |         |              | Capitol |
| 1960 | Sing a Spiritual with Me                     |            |         |              | Capitol |
| 1960 | Come to the Fair                             |            |         |              | Capitol |
| 1961 | Civil War Songs of the North                 |            |         |              | Capitol |
| 1961 | Civil War Songs of the South                 |            |         |              | Capitol |
| 1961 | Looks at Love                                |            |         |              | Capitol |
| 1961 | Hymns at Home                                |            | 67      |              | Capitol |
| 1962 | Mississippi Showboat                         |            | 110     |              | Capitol |
| 1962 | I Love to Tell the Story                     |            | 43      |              | Capitol |
| 1962 | Book of Favorite Hymns                       |            | 71      |              | Capitol |
| 1963 | Long Long Ago                                |            |         |              | Capitol |
| 1963 | We Gather Together                           |            |         |              | Capitol |
| 1963 | Story of Christmas                           |            | 14      |              | Capitol |
| 1964 | Great Gospel Songs                           |            |         |              | Capitol |
| 1964 | Country Hits Feelin' Blue                    |            |         |              | Capitol |
| 1964 | World's Best Loved Hymns                     |            |         |              | Capitol |
| 1965 | Let Me Walk with Thee                        |            |         |              | Capitol |
| 1965 | Sing We Now of Christmas                     |            | 31      |              | Capitol |
| 1966 | My Favorite Things                           |            |         |              | Capitol |
| 1966 | Wonderful Place                              |            |         |              | Capitol |
| 1966 | God Lives                                    |            |         |              | Capitol |
| 1966 | Bless Your Pea Pickin' Heart                 |            |         |              | Capitol |
| 1967 | Aloha                                        |            |         |              | Capitol |
| 1967 | Faith of Our Fathers                         |            |         |              | Capitol |
| 1968 | Our Garden of Hymns (com/ Marilyn Horne)     |            |         |              | Capitol |
| 1968 | World of Pop and Country Hits                |            |         |              | Capitol |
| 1968 | O Come All Ye Faithful                       |            |         |              | Capitol |
| 1969 | Songs I Like to Sing                         |            |         |              | Capitol |
| 1969 | New Wave                                     |            |         |              | Capitol |
| 1969 | Holy Holy                                    |            |         |              | Capitol |
| 1970 | America the Beautiful                        |            | 192     |              | Capitol |
| 1970 | Everything Is Beautiful                      |            |         |              | Capitol |
| 1971 | Abide with Me                                |            |         |              | Capitol |
| 1971 | C-H-R-I-S-T-M-A-S                            |            |         |              | Capitol |
| 1971 | Folk Album                                   |            |         |              | Capitol |
| 1972 | Mr. Words and Music                          |            |         |              | Capitol |
| 1972 | Standin' in the Need of Prayer               |            |         |              | Capitol |
| 1973 | Country Morning                              | 46         |         |              | Capitol |
| 1973 | Sings About Jesus                            |            |         |              | Capitol |
| 1975 | Make a Joyful Noise                          | 35         |         |              | Capitol |
| 1975 | Ernie Sings & Glen Picks (com Glen Campbell) |            |         |              | Capitol |
| 1976 | His Great Love                               |            |         |              | Capitol |
| 1976 | For the 83rd Time                            |            |         |              | Capitol |
| 1977 | He Touched Me                                |            |         |              | Word    |
| 1978 | Swing Wide Your Golden Gate                  |            |         |              | Word    |
| 1980 | Tell Me the Old Story                        |            |         |              | Word    |
| 1984 | Keep Looking Back                            |            |         |              | Word    |

### Singles
| Ano  | Single                                                   | Posição    | Posição | Álbum                         |
| Ano  | Single                                                   | US Country | US      | Álbum                         |
| ---- | -------------------------------------------------------- | ---------- | ------- | ----------------------------- |
| 1949 | "Tennessee Border"                                       | 8          |         | singles only                  |
| 1949 | "Country Junction"                                       | 14         |         | singles only                  |
| 1949 | "Smokey Mountain Boogie"                                 | 8          |         | singles only                  |
| 1949 | "Blues Stay Away from Me" (com Merle Travis)             |            |         | singles only                  |
| 1949 | "Mule Train"                                             | 1          | 9       | singles only                  |
| 1950 | "The Cry of the Wild Goose"                              | 2          | 15      | singles only                  |
| 1950 | "Feed'em in the Morning"                                 |            |         | singles only                  |
| 1950 | "Ain't Nobody's Business But My Own" (com Kay Starr)     | 5          | 22      | singles only                  |
| 1950 | "I'll Never Be Free" (com Kay Starr)                     | 2          | 3       | singles only                  |
| 1950 | "What This Country Needs"                                |            |         | singles only                  |
| 1950 | "Cincinnati Dancing Pig" (com The Starlighters)          |            |         | singles only                  |
| 1950 | "Little Juan Pedro"                                      |            |         | singles only                  |
| 1951 | "The Shotgun Boogie"                                     | 1          | 14      | singles only                  |
| 1951 | "Tailor Made Woman" (com Joe "Fingers" Carr)             | 8          |         | singles only                  |
| 1951 | "Ocean of Tears" (com Kay Starr)                         |            |         | singles only                  |
| 1951 | "Mr. and Mississippi"                                    | 2          | 18      | singles only                  |
| 1951 | "The Strange Little Girl"                                | 9          |         | singles only                  |
| 1951 | "Kissin' Bug Boogie"                                     |            |         | singles only                  |
| 1951 | "Hey Good Lookin'" (com Helen O'Connell)                 |            |         | singles only                  |
| 1951 | "Rock City Boogie" (com The Dinning Sisters)             |            |         | singles only                  |
| 1952 | "Hambone"                                                |            |         | singles only                  |
| 1952 | "Everybody's Got Girl But Me"                            |            |         | singles only                  |
| 1952 | "Snowshoe Thompson"                                      |            |         | singles only                  |
| 1952 | "Blackberry Boogie"                                      | 6          |         | singles only                  |
| 1952 | "False Hearted Girl" (com Ella Mae Morse)                |            |         | singles only                  |
| 1953 | "I Don't Know"                                           |            |         | singles only                  |
| 1953 | "Hey, Mr. Cotton Picker"                                 | 8          |         | singles only                  |
| 1953 | "Don't Start Courtin' in a Hot Rod Ford" (com Molly Bee) |            |         | singles only                  |
| 1953 | "Kiss Me Big"                                            |            |         | singles only                  |
| 1954 | "Honeymoon's Over" (com Betty Hutton)                    |            |         | singles only                  |
| 1954 | "River of No Return"                                     | 9          |         | singles only                  |
| 1954 | "Ein Zwei Drei"                                          |            |         | singles only                  |
| 1954 | "Somebody Bigger Than You or I"                          |            |         | singles only                  |
| 1955 | "The Ballad of Davy Crockett"                            | 4          | 5       | singles only                  |
| 1955 | "His Hands"                                              | 13         |         | Spirituals                    |
| 1955 | "Sixteen Tons"                                           | 1          | 1       | Ford Favorites                |
| 1956 | "You Don't Have to Be a Baby to Cry"                     |            | 78      | Ford Favorites                |
| 1956 | "That's All"                                             | 12         | 17      | Ford Favorites                |
| 1956 | "John Henry"                                             |            |         | This Lusty Land               |
| 1956 | "Rock and Roll Boogie"                                   |            |         | single only                   |
| 1956 | "First Born"                                             |            | 46      | Ford Favorites                |
| 1957 | "Watermelon Song"                                        |            |         | Ford Favorites                |
| 1957 | "False Hearted Girl"                                     |            |         | This Lusty Land               |
| 1957 | "In the Middle of an Island"                             |            | 23      | singles only                  |
| 1957 | "Ivy League"                                             |            | 23      | singles only                  |
| 1958 | "Bless Your Pea Pickin' Heart"                           |            |         | singles only                  |
| 1958 | "Love Makes the World Go Round"                          |            |         | singles only                  |
| 1958 | "Glad Rags"                                              |            |         | singles only                  |
| 1959 | "Black-Eyed Susie"                                       |            |         | singles only                  |
| 1959 | "Sunny Side of Heaven"                                   |            |         | singles only                  |
| 1960 | "O Mary Don't You Weep"                                  |            |         | Sing a Spiritual with Me      |
| 1960 | "Little Klinker"                                         |            |         | singles only                  |
| 1960 | "Bless the Land"                                         |            |         | singles only                  |
| 1961 | "Dark as a Dungeon"                                      |            |         | singles only                  |
| 1961 | "Little Red Rockin' Hood"                                |            |         | singles only                  |
| 1962 | "Take Your Girlie to the Movies"                         |            |         | Mississippi Showboat          |
| 1962 | "Rags an Old Iron"                                       |            |         | single only                   |
| 1962 | "How Great Thou Art"                                     |            |         | I Love to Tell the Story      |
| 1965 | "Hicktown"                                               | 9          |         | single only                   |
| 1965 | "Now It's All Over"                                      |            |         | Bless Your Pickin' Heart      |
| 1965 | "Sing We Now of Christmas"A                              |            |         | Sing We Now of Christmas      |
| 1966 | "God Lives"                                              |            |         | God Lives                     |
| 1967 | "Lahaina Luna"                                           |            |         | Aloha                         |
| 1967 | "Hand-Me-Down Things"                                    |            |         | single only                   |
| 1968 | "Talk to the Animals"                                    |            |         | World of Pop and Country Hits |
| 1969 | "Honey-Eyed Girl (That's You That's You)"                | 54         |         | New Wave                      |
| 1970 | "Rainy Night in Georgia"                                 |            |         | Everything Is Beautiful       |
| 1971 | "Happy Songs of Love"                                    | 58         |         | singles only                  |
| 1972 | "Pea-Pickin' Cock"                                       |            |         | singles only                  |
| 1973 | "Printers Alley Stars"                                   | 66         |         | Country Morning               |
| 1973 | "Farther Down the River (Where the Fishin's Good)"       | 73         |         | Country Morning               |
| 1973 | "Colorado Country Morning"B                              | 70         |         | Country Morning               |
| 1974 | "Sweet Child of Sunshine"                                |            |         | Country Morning               |
| 1974 | "I've Got Confidence"                                    |            |         | Make a Joyful Noise           |
| 1975 | "Come On Down"                                           | 52         |         | Make a Joyful Noise           |
| 1975 | "Baby" (com Andra Willis)                                | 63         |         | Country Morning               |
| 1975 | "The Devil Ain't a Lonely Woman's Friend"                | 96         |         | single only                   |
| 1976 | "I Been to Georgia On a Fast Train"                      | 95         |         | For the 83rd Time             |
| 1976 | "Dogs and Sheriff John"                                  |            |         | For the 83rd Time             |

- A"Sing We Now of Christmas" atingiu a 2ª posição na revista RPM.
- B"Colorado Country Morning" atingiu a 85ª posição na revista RPM, parada Country no Canadá.